# Эпфинген
Эпфинген (нем. Öpfingen) — община в Германии, в земле Баден-Вюртемберг. 
Подчиняется административному округу Тюбинген. Входит в состав района Альб-Дунай.  Население составляет 2293 человека (на 31 декабря 2010 года). Занимает площадь 8,88 км².